# شاهزاده‌نشین ریازان
شاهزاده‌نشین ریازان (انگلیسی: Principality of Ryazan) از سال ۱۰۷۸ زمانی که تحت عنوان شاهزاده‌نشین استانی موروم از شاهزاده‌نشین چرنیهیف جدا شد و موجودیت یافت.